# Френсіс Белаватхеран
Френсіс Белаватхеран (5 червня 1948) — малайзійський хокеїст на траві. Грав за клуб ПКНС. Увійшов до складу збірної Малайзії на літніх Олімпійських іграх 1968 в Мехіко, де вона посіла 15-те місце. Грав на позиції захисника, зіграв 8 матчів і забив 1 гол у ворота збірної Кенії. Учасник літніх Олімпійських ігор 1972 в Мюнхені, де його збірна посіла 8-ме місце. Грав на позиції захисника, зіграв 8 матчів і забив 1 гол у ворота збірної Аргентини. Учасник літніх Олімпійських ігор 1976 у Монреалі, де його збірна посіла 8-ме місце. Грав на позиції захисника, зіграв 7 матчів, голів не забивав.